# Велетри
Велѐтри (на италиански: Velletri; на латински: Velitrae) е италиански град и община в планините Албани, на 40 км югоизточно от Рим. Градът е в регион Лацио на провинция Рим, Централна Италия. Население 52 647 жители към 1 януари 2009.

## История
Велетри вероятно е основан от италийското племе волски и през 338 пр.н.е. попада под господството на Римската империя. Древното му име е Velitrae. Вероятно във Velitrae се ражда на 23 септември 63 пр.н.е. по-късният император Август.
През 5 век градът е ограбен от вестготите на Аларих, през 6 век от остготите на крал Тотила разрушен и обратно спечелен от Византия. По-късно е част на Patrimonium Petri, от която се развива Църковната държава, до Обединението на Италия през 19 век.

## Диалект
Във Велетри се говори на велетрански (Velletrano), диалект с някои разлики от италианския език. Например 's' се изговаря 'ш', освен това имат и специални вокали.
Мъжкият член е ' 'o ' (вместо 'il' или 'lo'), женският ' 'a' (вместо 'la').